# God of War (игра, 2018)
God of War (с англ. — «Бог войны») — компьютерная игра в жанре action-adventure, разработанная компанией SIE Santa Monica Studio и изданная Sony Interactive Entertainment для игровой консоли PlayStation 4, а затем на Windows. Вышла 20 апреля 2018 года. Является восьмой игрой серии God of War, а также сиквелом к игре 2010 года God of War III. Игра продолжает события предыдущих игр и переносит серию в мир скандинавской мифологии — все предыдущие игры серии были основаны на греческой мифологии. 16 сентября 2020 года было анонсировано продолжение игры.

## Сюжет
Главные герои игры — спартанский воитель-полубог Кратос и его сын Атрей. Кратос — сын Зевса, ставший греческим богом войны, — поселился после разрушения Олимпа на далёком севере, где встретил свою вторую жену — женщину-воина Фэй, которая родила от спартанца сына Атрея.
Действие начинается вскоре после смерти Фэй, последней волей которой было развеять её останки с высочайшей вершины всех девяти миров. Перед началом путешествия Кратос встречает незнакомца с божественными силами, чьё тело полностью покрыто татуировками. Тот явно кого-то ищет, требует от Кратоса ответов и насмехается над прошлым спартанца; конфликт переходит в ожесточённую схватку. Победив незнакомца, Кратос вместе с Атреем отправляются в путешествие.
Достигнув Озера Девяти, Кратос и Атрей встречают дружелюбного к ним Ёрмунганда — мирового змея, последнего из живых гигантов Мидгарда. Далее, на пути к вершине горы, предположительно являющейся целью их странствия, герои сталкиваются с непроницаемым чёрным туманом — тёмной магией небывалой силы, но на помощь приходит Лесная ведьма. Она отправляет путников в мир эльфов, Альвхейм, за светом, чтобы наполнить им Биврёст и пройти сквозь туман. Взобравшись на гору, странники слушают разговор незнакомца (раскрытого как Бальдр) с сыновьями Тора, Магни и Моди, и пленённого Мимира, у которого боги надеются узнать местоположение героев. После того, как разочарованные боги уходят, Кратос и Атрей общаются с Мимиром; тот сообщает, что хоть данная гора и является самой высокой в Мидгарде, вершина всех миров находится в Йотунхейме — мире великанов, куда можно попасть только через закрытый портал. По просьбе Мимира Кратос отрубает ему голову, которую относит Лесной ведьме на оживление. Оживший Мимир с удивлением узнаёт в ведьме богиню Фрейю; раздражённый Кратос не желает доверять ей, но Фрейя и Мимир предупреждают его о том, что он должен рассказать Атрею о своей природе.
В поисках инструментов для открытия портала в Йотунхейм Кратос, Атрей и Мимир сталкиваются с Магни и Моди. После того, как в схватке Кратос убивает Магни, Моди сбегает, но возвращается и нападает на путников вновь. Не справившись с пробудившимся в нём гневом Спарты, Атрей теряет сознание, что Фрейя и Мимир объясняют противоречием между божественным естеством и ощущением себя как смертного. Фрейя сообщает, что для исцеления сына Кратос должен отправиться в мир мёртвых Хельхейм и заполучить там сердце стражника Моста Проклятых; поскольку «Левиафан» бессилен в этом мире, Кратос возвращается домой за своим прежним оружием — Клинками Хаоса — и встречает дух Афины, напоминающей воителю о его прошлом. В Хельхейме же Кратосу является иллюзия Зевса. Забрав сердце стражника, Кратос исцеляет с его помощью Атрея и раскрывает его природу; узнав об этом, Атрей в пути становится слишком высокомерным и убивает ослабленного Моди, несмотря на требование Кратоса не делать этого. Взобравшись на вершину Мидгарда, отец и сын пытаются открыть портал, но сталкиваются с Бальдром. В битве портал разрушается, а Кратос вследствие излишней самонадеянности сына вместе с ним и Бальдром вновь оказывается в Хельхейме.
Примирившись, Кратос и Атрей на обратном пути узнают о связи Фрейи и Бальдра. По возвращении в Мидгард Мимир понимает, что существует другой проход в Йотунхейм, но для этого необходимо забрать его глаз из чрева Ёрмунганда — змей случайно проглотил его, съев статую Тора. Вслед за этим Кратос и Атрей вновь встречаются с Бальдром, который вступает с ними в сражение; Фрейя вмешивается в него, пытаясь защитить сына. В бою Атрею удаётся поразить Бальдра стрелой из омелы, таким образом сняв с него заклятие. Бальдр оказывается побеждён; Кратос даёт ему пощаду в обмен на покой для него и его семьи, чем поверженный бог пользуется, чтобы попытаться задушить Фрейю из мести; в ответ на это Кратос вынужден убить Бальдра. Опечаленная Фрейя клянётся отомстить Кратосу и укоряет его за то, что спартанец скрывает свою природу от Атрея. В итоге Кратос рассказывает сыну о своём прошлом и о том, как убивал своих сродников, включая своего отца Зевса. Атрей вопрошает о том, способны ли боги на что-то кроме отцеубийства; в ответ Кратос говорит, что они оба должны учиться из своего опыта и не повторять ошибок предшественников. В молчании Фрейя уходит с телом Бальдра; Мимир надеется, что Кратос поступил правильно и Фрейя всё же оправится от горя.
В Йотунхейме путники находят храм великанов, а в нём — роспись с изображением их странствия, в том числе их битвы с Бальдром; они понимают, что великаны предвидели всё, что произойдёт в итоге. Кроме того, они узнают, что Фэй также была великаном, но избрала жизнь среди людей в Мидгарде; таким образом, в Атрее, которого мать хотела наречь Локи, течёт кровь богов, великанов и людей. Раскрывается, что Бальдр искал именно Фэй, будучи в неведении о её судьбе. Исполняя волю Фэй, Кратос и Атрей развеяли её прах на высочайшей горе Йотунхейма. Возвращаясь домой, Кратос раскрывает сыну, что его имя когда-то носил преданный товарищ-спартанец. Мимир же предупреждает о том, что начинается Фимбулвинтер — трёхлетняя зима, за которой последует Рагнарёк.
В секретной концовке Кратос и Атрей возвращаются домой и идут ко сну. В сновидении Атрей узнаёт, что Тор явится в их дом с неизвестной целью в конце Фимбулвинтера.

## Роли озвучивали
- Кристофер Джадж — Кратос
- Санни Салджик — Атрей
- Джереми Дэвис — Бальдр
- Даниэль Бисутти[англ.] — Фрейя
- Аластер Дункан — Мимир
- Роберт Крейгхед — Брок
- Адам Хэррингтон — Синдри
- Трой Бейкер — Магни
- Нолан Норт — Моди
- Кэрол Руджиер[англ.] — Афина
- Кори Бёртон — Зевс

## Игровой процесс

Скриншот предрелизного игрового процесса игры God of War, взятый из трейлера, показанного на E3 2016: Кратос (в центре) и его сын Атрей (справа) сражаются с троллем. Сын может помогать в бою, используя лук по команде игрока и основываясь на ориентации камеры

Игровой процесc был переработан с нуля и в значительной степени отличается от предыдущих игр серии. Несмотря на то, что God of War: Ascension ввёл в серию многопользовательскую игру, описываемая игра является однопользовательской. Трейлер, показанный на E3 2016, продемонстрировал элементы, схожие с ролевыми играми (RPG), такие как очки знания за стрельбу из лука и возможность использования «Спартанского гнева» во время сражений. Эта способность представляется как новый взгляд на возможности «Гнева» в предыдущих играх. Игроку также предстоит искать ресурсы для крафта. В отличие от предыдущих игр, в которых была задействована фиксированная камера от третьего лица, в новой игре свободная камера из-за плеча.
Вместо Клинков Изгнанника, утерянных в финальной битве с Зевсом в God of War III, Кратос использует магический боевой топор Левиафан, который может быть заряжен способностями стихий и брошен во врагов. Позже по сюжету Кратос возвращает своё оружие — Клинки Хаоса (утраченные во время битвы с бывшим богом войны Аресом в God of War), которые аналогично предыдущим частям используются для нанесения ударов на дистанции за счёт цепей, вдобавок, поджигая врагов. Кратос также может использовать рукопашный бой — способность, впервые представленная в Ascension. Хотя Кратос является основным игровым персонажем, есть моменты, когда игрок может частично управлять его сыном Атреем. Одна кнопка посвящена Атрею и используется в зависимости от ситуации. Кори Барлог заявил, что Атрей будет как «магия — дополнительный боевой ресурс, игрок будет тренировать его и учить». В зависимости от того, куда смотрит игрок, сын сможет стрелять из своего лука во врагов. На протяжении игры сын помогает в бою, передвижении, исследовании и решении головоломок.

## Игровой мир
В то время как первые семь игр из серии были основаны на греческой мифологии, новая часть основана на скандинавской мифологии. Креативный директор игры Кори Барлог объяснил переход на новый сеттинг: «это похоже на переход г. до н. э. — г. н. э. Мы движемся, начиная с нуля, и немного продвинулись вперёд в этом». Объясняя, почему скандинавские и греческие боги живут вместе, Барлог сказал, что разные культуры, системы верований уживались, но были «разделены по географическому признаку», предполагая, что Кратос отправился из Греции в Норвегию (Скандинавию) после завершения God of War III. Барлог также подтвердил, что действие игры будет происходить задолго до викингов; это время, в которое их боги ходили по земле. На протяжении всей игры игроки смогут посетить часть из девяти миров скандинавской мифологии.

## Разработка
На первой ежегодной конференции Sony PlayStation Experience 6 декабря 2014 года креативный директор студии SIE Santa Monica Studio Кори Барлог подтвердил, что новая игра во франшизе God of War находится на ранней стадии разработки. Он сказал, что игра не будет приквелом, но может быть перезапуском. В апреле 2016 года издание Polygon сообщило об утечке концепт-арта игры. По сообщениям, концепт-арт был взят с личного сайта художника, который работал в Santa Monica Studio в 2015 году. Изображения показывали Кратоса в мире скандинавской мифологии, после того, как он уничтожил греческих богов; изначально концепт был приписан Дэвиду Яффе, создателю серии. На E3 2016 была официально анонсирована следующая часть, с последующим показом трейлера игрового процесса, а также подтверждением утёкшего концепт-арта. Трейлер продемонстрировал отрастившего бороду Кратоса, который теперь имеет сына, которого он должен учить охоте. В трейлере Кратос и его сын сражаются с троллем, одним из существ мифологии. В конце трейлера был показан логотип God of War и подтверждена разработка для консоли PlayStation 4. Также было подтверждено, что Барлог вернулся к серии в качестве директора новой игры. Барлог был тем, кто внёс большой вклад в разработку серии God of War, начиная с самой первой игры 2005 года, самой же значимой его ролью была должность гейм-директора God of War II. Новая игра будет пятой в серии, над которой он работает.
Новая игра является продолжением предыдущих игр, но уже в сеттинге скандинавской мифологии. Первоначально команда хотела использовать как основу египетскую мифологию; Барлог сказал, что половина команды была за неё, но так как «там гораздо больше о цивилизации — она менее изолированная, менее бесплодная», они выбрали скандинавский сеттинг, потому что хотели сосредоточиться на Кратосе: «в ней [египетской мифологии] слишком много всего отвлекает от центральной темы пришельца на чужой земле». На ранней стадии разработки был разговор о смене протагониста игры. Ссылаясь на героя Nintendo Марио и игры по нему, Барлог сказал, что как и Марио, Кратос «привязан» к серии God of War.
По поводу изменений Барлог сказал:
Я знал, что не хочу просто перезагружать франшизу, начинать с пересказа оригинальной истории. Я хотел переосмыслить геймплей, дать игрокам свежую перспективу и новый тактильный опыт, глубже вникая в эмоциональное путешествие Кратоса, чтобы изучить убедительную драму, которая раскрывается, когда бессмертный полубог принимает решение измениться.
Барлог сказал, что Кратос должен был поменять свой цикл насилия и научиться контролю своей ярости. Он принял много плохих решений, которые привели к разрушению Олимпа, и Барлог хотел узнать, что могло бы произойти, если бы Кратос принял хорошее решение. Рождение собственного сына Барлога, также как и закрытие сериала по «Звёздным войнам», повлияло на идею изменения героя Кратоса. Связь между Кратосом и его сыном — сердце игры. «Это игра о Кратосе, который учит сына быть богом, а сын учит отца тому, как снова быть человеком», — сказал Барлог. Упоминая героя вселенной Marvel Comics Халка, Барлог отметил, что в отношении Кратоса «мы уже рассказали историю о Халке. Теперь мы хотим рассказать историю о Беннере». Кристофер Джадж, наиболее известный по роли Тил’ка в сериале Звёздные врата: SG-1, будет заменять Терренса «Т. К.» Карсона в роли Кратоса; Карсон озвучивал Кратоса с оригинальной God of War. Комментируя изменения, Карсон сказал: «Sony пошли в новом направлении. Дайте им знать, что вы об этом думаете». В интервью испанскому веб-сайту LevelUp.com Барлог отмечал, что сын знает о том, что Кратос — полубог, но не знает о его прошлом, при этом подтвердил, что это будет не последней игрой с Кратосом.
Барлог подтвердил, что игра будет открытой, но это не будет открытый мир, и QTE-моменты будут не такими, как в предыдущих частях. В игре не будет никакой системы морали или разветвления истории; все игроки будут иметь одинаковый сюжет. Разработчики также подтвердили, что некоторые из более противоречивых мини-игр не вернутся в новой части. Об изменении камеры Барлог сказал: «Мы хотели более личного опыта, более близкого, и намного более поддающегося игроку, поэтому камера — то, на что опираются все элементы игры». Вся игра будет одним единственным кадром, означая, что не будет никаких загрузочных экранов или переходов в чёрный. Игра будет идти в 30 кадрах в секунду.
На Е3 2017 был показан новый трейлер с новым геймплеем, роликами и персонажами. В трейлере Кратос использует щит в атаке и обороне. В одном моменте в трейлере Кратос находит греческую вазу со своим изображением. Во время трейлера неизвестная женщина предупреждает Кратоса о скандинавских богах, так как они знают, что он сделал с греческими богами, а также были показаны пара волков. Трейлер заканчивается тем, что Кратос и его сын Атрей сталкиваются с Ёрмунгандом. Захват движения для Кратоса произвёл американский рестлер Шад Гаспард.

## Восприятие
| Сводный рейтинг       | Сводный рейтинг |
| Агрегатор             | Оценка          |
| --------------------- | --------------- |
| GameRankings          | 94,10 %         |
| Metacritic            | 94/100          |
| Иноязычные издания    |                 |
| Издание               | Оценка          |
| Destructoid           | 10/10           |
| EGM                   | 9,5/10          |
| Game Informer         | 9,75/10         |
| GameRevolution        | [ 27 ]          |
| GameSpot              | 9/10            |
| GamesRadar+           | [ 29 ]          |
| IGN                   | 10/10           |
| Polygon               | 10/10           |
| The Guardian          | [ 32 ]          |
| USgamer               | [ 33 ]          |
| Русскоязычные издания |                 |
| Издание               | Оценка          |
| 3DNews                | 7,5/10          |
| Gameplay              | [ 35 ]          |
| «IGN Россия»          | 9,5/10          |
| PlayGround.ru         | 9,5/10          |
| Riot Pixels           | 95 %            |
| StopGame.ru           | Изумительно     |
| «Игромания»           | 8/10            |
| «Игры Mail.ru»        | 9,5/10          |
| «Канобу»              | 8/10            |
| «Мир фантастики»      | 9/10            |
| «НИМ»                 | 9,8/10          |

### До выхода
В начале 2018 года игра попала в ТОП-10 самых ожидаемых игр по мнению многих изданий, в частности IGN, Forbes, Polygon, Stopgame, «Игромания», «Мир фантастики», Игры Mail.ru, Газета.ru,.

### Продажи
За первые 3 дня после релиза игра была продана в количестве 3,1 млн копий. За первый месяц продаж — 5 млн.
В конце мая 2022 года Sony опубликовала официальные данные о продаже God of War тиражом в 971 тысячу копий по состоянию на март 2022 года на ПК.

### Отзывы и оценки
Игра получила высокие оценки и положительные отзывы в игровой прессе. По данным агрегатора Metacritic, её средняя оценка составила 94 из 100.
В конце 2018 года такие издания, как GamesRadar, Polygon и Мир фантастики назвали God of War лучшей игрой года.

### Награды
God of War получила премию BAFTA в области игр 2018 года в номинациях «Audio Achievement», «Best Game», «Music» и «Narrative».
| Год                             | Награда                                                    | Категория                                         | Результат     | Ссылка        |
| ------------------------------- | ---------------------------------------------------------- | ------------------------------------------------- | ------------- | ------------- |
| 2016                            | Game Critics Awards                                        | Специальная благодарность за графику              | Победа        | [ 59 ]        |
| 2016                            | Golden Joystick Awards                                     | Самая ожидаемая игра                              | Номинация     | [ 60 ]        |
| 2016                            | The Game Awards                                            | Самая ожидаемая игра                              | Номинация     | [ 61 ]        |
| 2017                            | Golden Joystick Awards                                     | Самая ожидаемая игра                              | Номинация     | [ 62 ]        |
| 2017                            | The Game Awards                                            | Самая ожидаемая игра                              | Номинация     | [ 63 ]        |
| 2018                            |                                                            |                                                   |               |               |
| TIGA Awards                     | Лучшая игра в жанре Action and Adventure                   | Победа                                            | [ 64 ]        |               |
| TIGA Awards                     | Лучший звук                                                | Номинация                                         | [ 64 ]        |               |
| Hollywood Music in Media Awards | Оригинальная музыка — видеоигра                            | Номинация                                         | [ 65 ]        |               |
| Golden Joystick Awards          | Игра года                                                  | Номинация                                         | [ 66 ]        |               |
| Golden Joystick Awards          | Лучший сюжет                                               | Победа                                            | [ 66 ]        |               |
| Golden Joystick Awards          | Лучший визуальный дизайн                                   | Победа                                            | [ 66 ]        |               |
| Golden Joystick Awards          | Лучший звук                                                | Победа                                            | [ 66 ]        |               |
| Golden Joystick Awards          | Лучшая актёрская игра (Кристофер Джадж за роль Кратоса)    | Номинация                                         | [ 66 ]        |               |
| Golden Joystick Awards          | Игра года для PlayStation                                  | Победа                                            | [ 66 ]        |               |
| The Game Awards                 | Игра года                                                  | Победа                                            | [ 67 ] [ 68 ] |               |
| The Game Awards                 | Лучшая игра в жанре action-adventure                       | Победа                                            | [ 67 ] [ 68 ] |               |
| The Game Awards                 | Лучшее игровое направление                                 | Победа                                            | [ 67 ] [ 68 ] |               |
| The Game Awards                 | Лучшее игровое повествование                               | Номинация                                         | [ 67 ] [ 68 ] |               |
| The Game Awards                 | Лучшее визуальное оформление                               | Номинация                                         | [ 67 ] [ 68 ] |               |
| The Game Awards                 | Лучший саундтрек                                           | Номинация                                         | [ 67 ] [ 68 ] |               |
| The Game Awards                 | Лучшее звуковое оформление                                 | Номинация                                         | [ 67 ] [ 68 ] |               |
| The Game Awards                 | Лучшая актёрская игра (Кристофер Джадж за роль Кратоса)    | Номинация                                         | [ 67 ] [ 68 ] |               |
| Gamers’ Choice Awards 2018      | Любимая игра                                               | Номинация                                         | [ 69 ]        |               |
| Gamers’ Choice Awards 2018      | Любимая экшен игра                                         | Номинация                                         | [ 69 ]        |               |
| Gamers’ Choice Awards 2018      | Любимая одиночная игра                                     | Номинация                                         | [ 69 ]        |               |
| Gamers’ Choice Awards 2018      | Любимая актриса озвучивания (Далиэль Бусутти в роли Фрейи) | Номинация                                         | [ 69 ]        |               |
| Gamers’ Choice Awards 2018      | Любимый актёр озвучивания (Кристофер Джадж в роли Кратоса) | Победа                                            | [ 69 ]        |               |
| Gamers’ Choice Awards 2018      | Любимый актёр озвучивания (Джереми Дэвис в роли Бальдра)   | Номинация                                         | [ 69 ]        |               |
| Gamers’ Choice Awards 2018      | Любимый персонаж (Кратос)                                  | Номинация                                         | [ 69 ]        |               |
| 2019                            | D.I.C.E. Awards                                            | Лучшая игра года                                  | Победа        | [ 70 ] [ 71 ] |
| 2019                            | D.I.C.E. Awards                                            | Выдающееся достижение в анимации                  | Номинация     | [ 70 ] [ 71 ] |
| 2019                            | D.I.C.E. Awards                                            | Выдающееся достижение в художественном исполнении | Победа        | [ 70 ] [ 71 ] |
| 2019                            | D.I.C.E. Awards                                            | Выдающееся достижение в создании персонажей       | Победа        | [ 70 ] [ 71 ] |
| 2019                            | D.I.C.E. Awards                                            | Выдающееся достижение в музыке                    | Победа        | [ 70 ] [ 71 ] |
| 2019                            | D.I.C.E. Awards                                            | Выдающееся достижение в звуке                     | Победа        | [ 70 ] [ 71 ] |
| 2019                            | D.I.C.E. Awards                                            | Выдающееся достижение в сюжете                    | Победа        | [ 70 ] [ 71 ] |
| 2019                            | D.I.C.E. Awards                                            | Выдающееся техническое достижение                 | Номинация     | [ 70 ] [ 71 ] |
| 2019                            | D.I.C.E. Awards                                            | Лучшее приключение                                | Победа        | [ 70 ] [ 71 ] |
| 2019                            | D.I.C.E. Awards                                            | Выдающееся достижение в геймдизайне               | Победа        | [ 70 ] [ 71 ] |
| 2019                            | D.I.C.E. Awards                                            | Выдающееся достижение в игровой режиссуре         | Победа        | [ 70 ] [ 71 ] |